# Adrian Darby
Adrian Marten George Darby, OBE (ur. 25 września 1937) – brytyjski działacz przyrodniczy i akademik. Syn pułkownika Cyrila Darbyego. Mąż lady Meriel Douglas-Home, córki premiera Aleca Douglasa-Home'a. Adrian ma z nią syna Matthew i córkę Kate.
Darby był wykładowcą ekonomii na Keble College w Oksfordzkie w latach 1963–1985. W 1978 r. gościnnie wykładał na Uniwersytecie Pensylwanii. W latach 1986–1993 był przewodniczącym Królewskiego Towarzystwa Ochrony Ptaków, a od 1996 r. jest jego wiceprzewodniczącym. W 1989 r. założył Kemerton Conservation Trust. W latach 1994–2002 był przewodniczącym Plantlife Internationel. W latach 1998–2004 był przewodniczącym Planta Europa. W latach 1996–1999 przewodniczył brytyjskiemu komitetowi Międzynarodowej Unii Ochrony Przyrody.
Od 1997 r. zasiada w radzie Farming and Rural Conservation Agency. W 2004 r. został przewodniczącym Joint Nature Conservation Commitee. Za działania na rzecz ochrony przyrody został w 1996 roku oficerem Orderu Imperium Brytyjskiego.
Darby jest członkiem regionalnych komitetów National Trust, a od 1998 r. zasiada w radzie dystryktu Wychavon jako reprezentant Liberalnych Demokratów.